# Puente Centenario (Panamá)
El puente Centenario es un puente que cruza el canal de Panamá, Panamá. Fue construido para aliviar el tráfico del puente de las Américas y reemplazar la ruta de la carretera Panamericana. Desde su inauguración en el 2004 se convirtió en el segundo puente permanente que cruzaba el canal. Debe su nombre a que su construcción conmemora el primer centenario del nacimiento de la República ocurrido el 3 de noviembre de 1903.

## Descripción

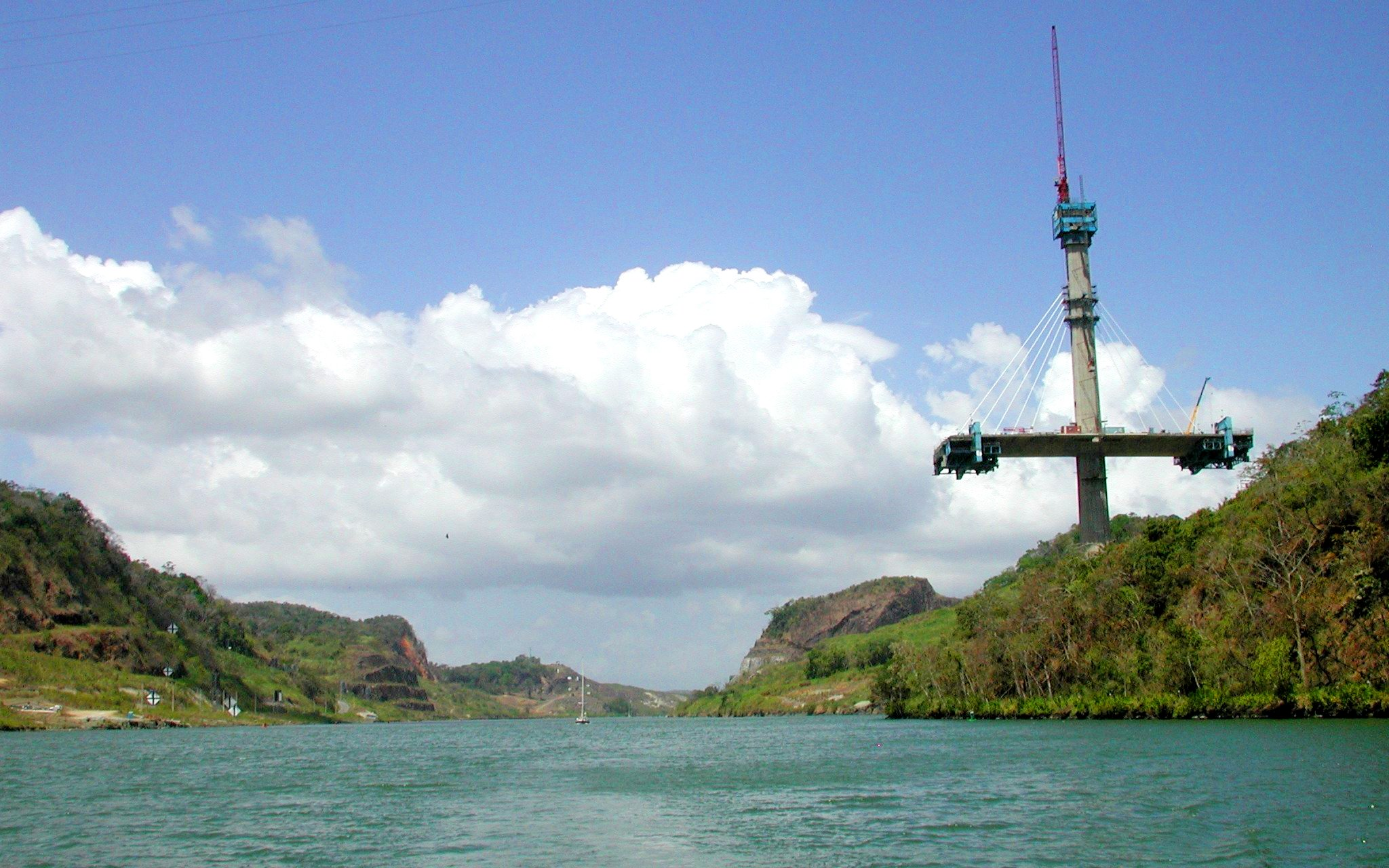
Puente Centenario durante su construcción.

El Puente Centenario es el segundo puente permanente en cruzar el canal de Panamá, el primer puente es el puente de las Américas. Otros puentes de menor tamaño fueron construidos en las compuertas de las esclusas de Miraflores y Gatún, pero estos puentes solo se pueden usar cuando las puertas de las compuertas están cerradas, y además tienen una capacidad muy limitada.
El puente Centenario se encuentra 15 km al norte del puente de las Américas y cruza el corte Culebra, cerca de las esclusas de Pedro Miguel. Las nuevas secciones de la autopista que conectan Arraiján con el Este en Cerro Patacón alivian significativamente la congestión del puente de las Américas.

## Historia

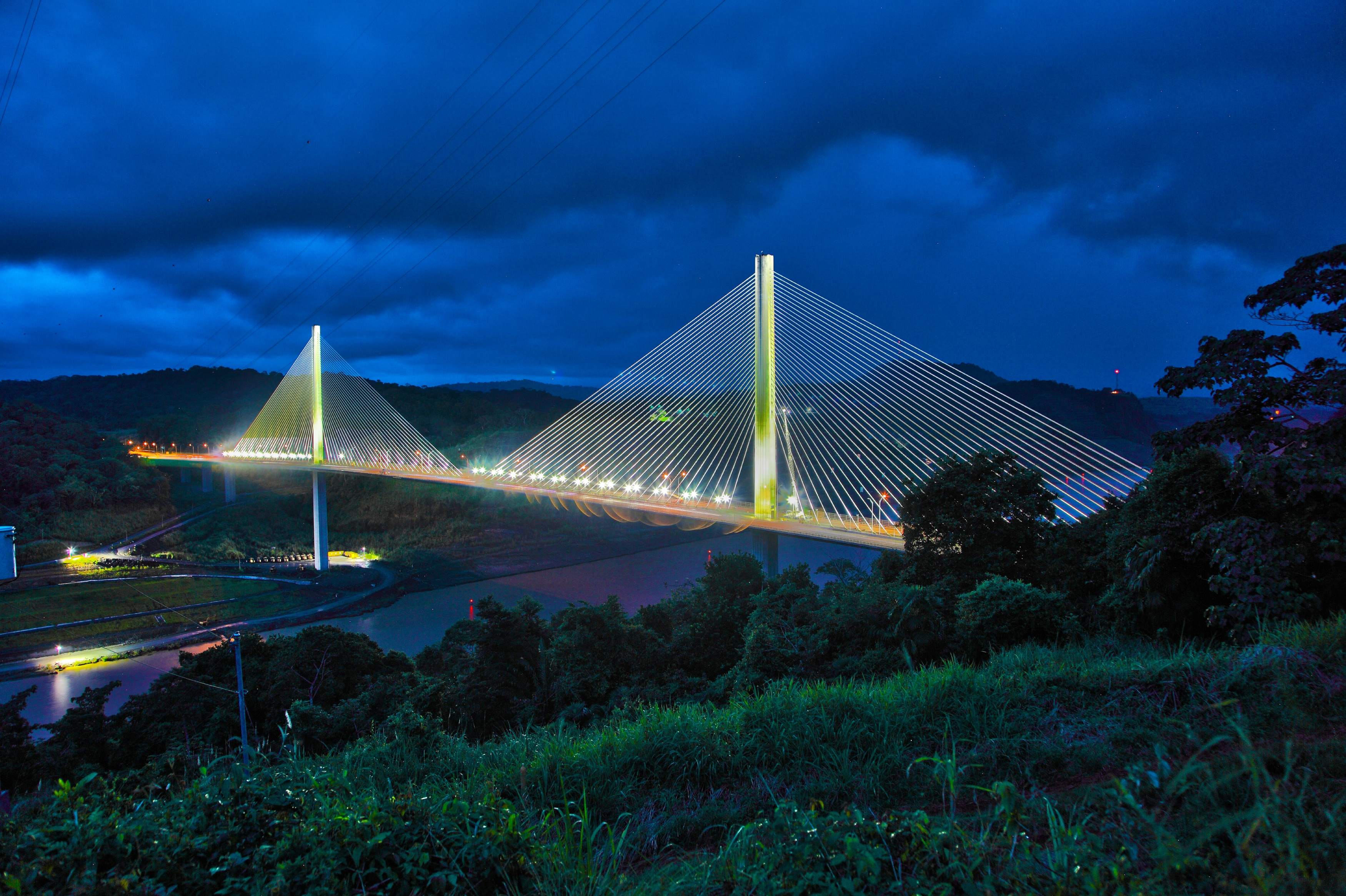
Puente Centenario de noche.

El puente de las Américas, inaugurado en 1962, era el único puente permanente sobre el canal de Panamá hasta el año 2004. El tráfico de este puente era originalmente alrededor de 9500 vehículos por día; sin embargo, con el tiempo fue aumentando y para el año 2004 el puente era utilizado por 35 000 vehículos por día.
Dado que ese puente representaba el mayor cuello de botella en la carretera Panamericana, el ministro de obras públicas encargó la construcción de un segundo puente que cruzara el canal en octubre de 2000. El contrato para construir este puente adicional se adjudicó en marzo de 2002. Un ambicioso plan de solo 29 meses fue planeado su construcción con el fin que el puente estuviera abierto en el 90.º aniversario del primer barco que transitó el canal de Panamá, el vapor Ancón, el 15 de agosto de 1914. El nombre del puente se debe al centenario de Panamá, el 3 de noviembre de 2003.

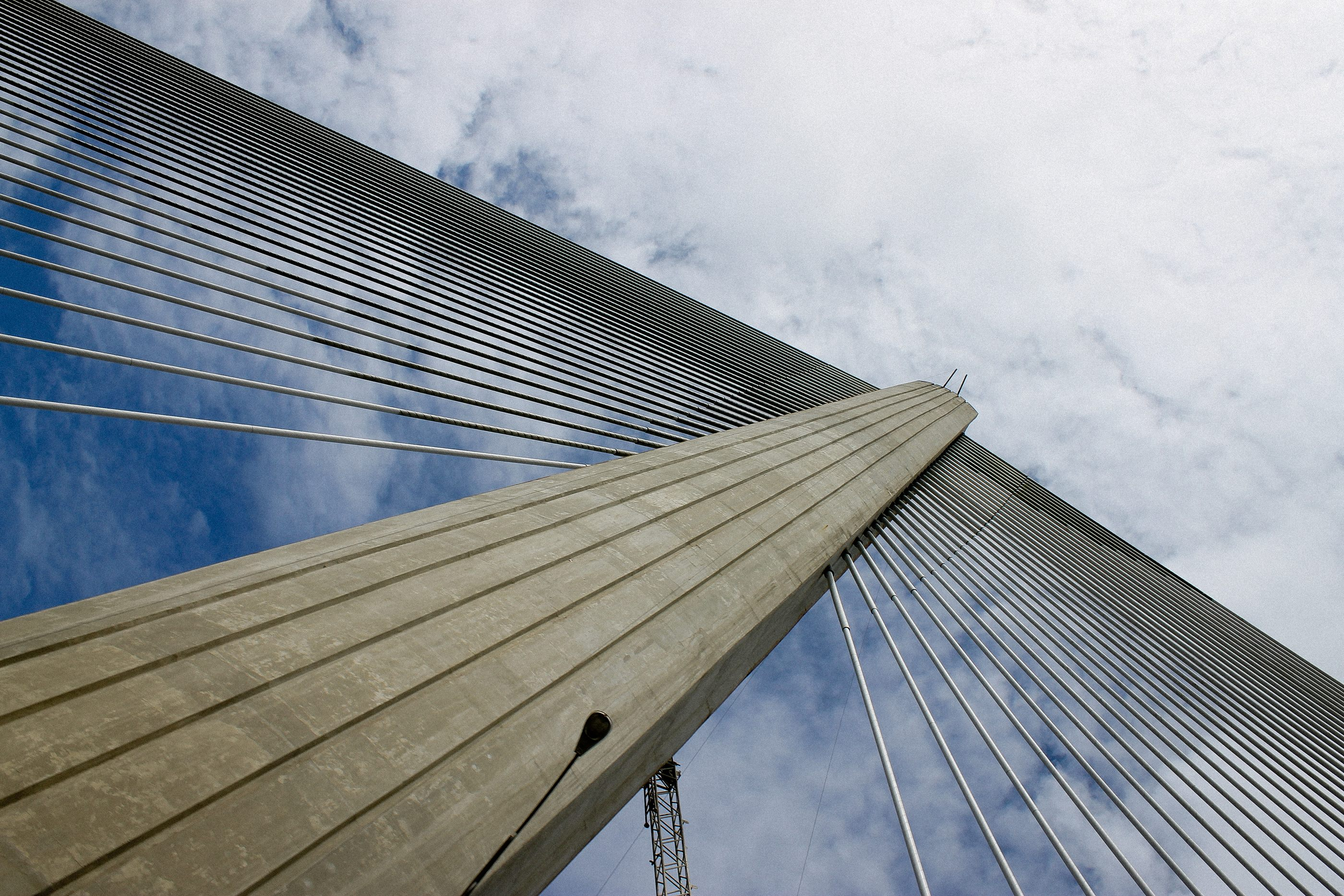
Detalle de uno de los soportes del puente donde están anclados los tirantes.

El nuevo puente fue diseñado por una empresa conjunta entre TY Lin International y Louis Berger Group Inc. El arquitecto de transporte Miguel Rosales de Rosales y asociados, con sede en Boston, diseñó el concepto y los diseños estéticos originales para el puente Centenario. Los contratos de estructuras y de ingeniería de construcción fueron adjudicados a Leonhardt Andrä y asociados y la construcción a Bilfinger Berger, con sede en Alemania. 
Se inauguró el 15 de agosto de 2004, por la presidenta Mireya Moscoso a tan solo 15 días de finalizar su mandato presidencial, para que coincidiera con el 90° aniversario del primer barco que transitó por el canal, el Vapor Ancón, pero debido al poco tiempo que tenía la obra para su finalización de tan solo 29 meses, Moscoso inauguró el puente inconcluso debido a que las carreteras de acceso no estaban finalizadas, y por ende el puente no podía transportar a ningún vehículo. Aunque fue abierto al tráfico el 2 de septiembre de 2005, por el presidente Martin Torrijos cuando se terminaron las nuevas carreteras de acceso.

## Nombre
El nombre del puente Centenario se debe porque para la culminación de los trabajos sería el centenario de la República de Panamá

## Construcción
El puente tiene un diseño atirantado con un largo total de 1052 m. Su luz principal mide 420 m y tiene una elevación de 80 metros sobre el canal de Panamá, permitiendo que los grandes buques pasen por debajo de él. El puente está apoyado en dos torres de 184 m de alto. Tiene una anchura de 6 carriles de tráfico.
Fue diseñado para soportar los frecuentes temblores de tierra de la zona del canal. La torre oeste del puente fue construida 50 metros tierra adentro para permitir la ampliación del Canal de Panamá.

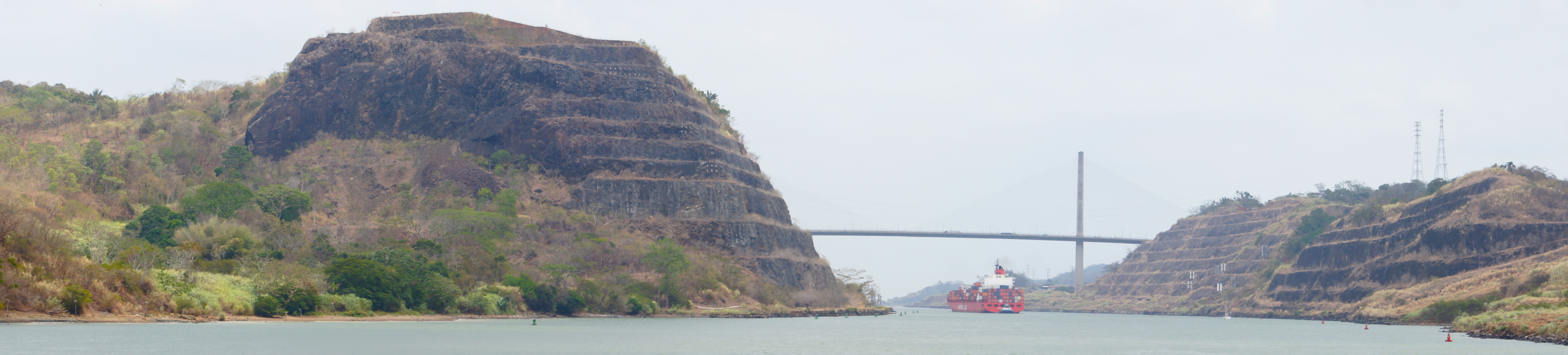
El puente visto desde el Canal de Panamá.